# Clay Allison (pistolero)
Robert Clay Allison (2 settembre 1841 – 3 luglio 1887) è stato un allevatore e pistolero statunitense texano, una delle personalità più famose del vecchio West.

## Biografia

### Gioventù
Fu il quarto dei nove figli di Jeremiah Scotland Allison e della moglie Mariah R. Brown. Il padre era un ministro presbiteriano allevatore di mucche e pecore. Si dice che Clay Allison sia stato irrequieto fin dalla nascita. Da giovane divenne famoso per gli sbalzi d'umore e il temperamento scostante.

### Guerra di secessione americana
Aiutò nella fattoria di famiglia nei pressi di Waynesboro (Tennessee) finché non scoppiò la guerra di secessione quando aveva 21 anni e, il 15 ottobre 1861, si arruolò nell'esercito confederato nella batteria di artiglieria del capitano W. H. Jackson; tre mesi dopo fu congedato per una vecchia ferita alla testa: "Incapace di svolgere i doveri di un soldato a causa di un colpo ricevuto molti anni fa. L'eccitamento emotivo o fisico ne causa un carattere misto, in parte epilettico e in parte maniacale". successivamente, il 22 settembre 1862 Allison si arruolò nel 9º reggimento di cavalleria del Tennessee, dove prestò servizio col generale Nathan Bedford Forrest. Alla fine della guerra si arrese con gli uomini di Forrest il 4 maggio 1865 a Gainesville, Alabama e, dopo essere stato per breve tempo prigioniero di guerra, insieme ad altri fu rilasciato sulla parola il 10 maggio e gli fu permesso di tornare a casa.

### Dopo la guerra
Tornato a casa, fu coinvolto in numerosi scontri violenti prima di partire per il Texas. Un racconto popolare che potrebbe essere privo di fondamento, narra che quando un caporale del 3º cavalleria dell'Illinois, giunse nella sua fattoria con l'intenzione di catturarlo, dopo un duro scontro e la rottura di un vaso della madre, regalo di anniversario del marito, leu prese un fucile e lo uccise. In ogni caso, poco dopo Clay Allison, i fratelli Monroe e John e la sorella Mary, col marito Lewis Coleman, si trasferirono in Texas.
Nelle città di Cimarron e Elizabethtown, in Nuovo Messico, Allison iniziò a farsi una reputazione di uomo pericoloso.
Nell'ottobre del 1870 un uomo di nome Charles Kennedy era detenuto nella prigione locale ad Elizabethtown, accusato di essere impazzito e avere ucciso numerosi stranieri e la propria figlia. Una folla guidata da Clay Allison irruppe nella prigione, prese Kennedy dalla sua cella e lo impiccò. Si dice che Allison abbia tagliato la testa dell'uomo e l'abbia portato in un sacco per 47 km a Cimarron, dove la espose su un palo davanti al St. James Inn. Nonostante Charles Kennedy sia morto per mano di Clay, la sua testa, diversamente da come narrato in qualche leggenda, non poté essere portata al Lambert's saloon, dato che fu fondato solo in seguito.
Allison fu coinvolto in numerosi scontri in questo periodo, spesso in combattimenti corpo a corpo con i coltelli. Si credeva veloce con la pistola, ma cambiò idea quando fu battuto in una competizione amichevole da Mason Bowman. Bowman e Allison divennero amici e si dice che Mace Bowman abbia aiutato Allison a migliorare le proprie capacità.

### Fama da pistolero
Il 7 gennaio 1874 Allison uccise un pistolero di nome Chunk Colbert. Dopo aver preso i suoi cavalli, entrarono nella Clifton House, una locanda della contea di Colfax (Nuovo Messico) dove si fermarono per la cena. Colbert aveva già ucciso sette uomini ed aveva litigato con Allison anni prima. Allison aveva sconfitto lo zio di Colbert, Zachary Colbert, quando questi tentò di far pagare troppo caro ad Allison il viaggio in traghetto sul Brazos. Durante la cena Colbert cercò di estrarre improvvisamente la pistola per sparare ad Allison, ma la canna colpì il tavolo. Allison estrasse la propria pistola e sparò un colpo colpendo Colbert alla testa. Quando gli fu chiesto perché avesse accettato un invito a cena da un uomo che voleva ucciderlo, Allison rispose: "Perché non voglio mandare un uomo all'inferno a stomaco vuoto". La reputazione di Allison come pistolero crebbe, così come la sua fama.
Si dice che il 30 ottobre 1875 Allison abbia guidato una folla infuriata ad uccidere Cruz Vega, sospettato dell'omicidio del reverendo F.J. Tolby, un metodista. La folla lo impiccò ad un palo del telegrafo nei pressi di Cimarron. Il 1º novembre i parenti di Vega, guidati dallo zio Francisco Griego, iniziarono a minacciare vendetta. Si recarono alla Lambert Inn (oggi St. James Hotel) dove affrontarono Allison accusandolo di aver preso parte al linciaggio. Griego prese il suo revolver. Allison fu più veloce e sparò a Griego due volte uccidendolo. Il 10 novembre Allison fu accusato dell'omicidio di Francisco Griego, ma dopo un'inchiesta l'accusa fu rigettata e la sparatoria fu considerata autodifesa.
Nel dicembre 1876 Allison ed il fratello John giunsero a Las Animas, in Colorado, dove si fermarono nel saloon. Lo sceriffo Charles Faber della contea di Bent disse agli Allison di consegnargli le loro pistole, dato che una nuova legge aveva reso illegale la detenzione di armi in città. Quando gli Allison si rifiutarono lo sceriffo Faber se ne andò. Chiamò altre due persone e tornò al saloon. Quando i tre misero piede nel locale qualcuno gridò "Attenzione!". Lo sceriffo ed i suoi uomini aprirono il fuoco. John Allison fu colpito tre volte (al torace, al braccio ed alla gamba). Clay Allison si girò e fece fuoco quattro volte, uccidendo lo sceriffo Faber. Gli altri due uomini fuggirono. Allison li inseguì ma riuscirono a scappare. I fratelli Allison furono arrestati ed accusati di omicidio preterintenzionale, ma l'accusa cadde dato che era stato lo sceriffo ad aprire il fuoco. Questa sparatoria, più di qualunque altra, trasformò Clay Allison in una leggenda.

### Confronto con Wyatt Earp
Nel marzo 1877 Allison vendette il proprio ranch al fratello John. Si trasferì a Sedalia, Missouri, luogo di nascita della moglie e della cognata. Clay si recò poi a Hays, Kansas, dove divenne commerciante di bestiame. Quando Allison giunse a Dodge City la sua reputazione l'aveva preceduto. Molti cowboy che lavoravano per lui furono apparentemente maltrattati dallo sceriffo locale. Dodge City era una "città di bestiame", e le leggi erano fatte rispettare con la forza. Il vice sceriffo era un uomo che sarebbe diventato incredibilmente famoso: Wyatt Earp.
Secondo il biografo di Earp ed Earp stesso, Wyatt Earp ed il suo amico Bat Masterson si sarebbero scontrati con Allison ed i suoi uomini in un saloon, ed Allison backed si alzarono davanti a loro. Non esistono però prove del fatto che l'incontro sia avvenuto veramente.
Secondo i racconti contemporanei, un allevatore di nome Dick McNulty e Chalk Beeson, proprietario del Long Branch Saloon, convinsero Allison ed i suoi cowboy a consegnare le armi. Wyatt Earp non parlò di questo evento prima della morte di Allison. Charlie Siringo, che al tempo era un cowboy prima di diventare uno dei detective Pinkerton, fu testimone dell'incontro e lasciò una testimonianza scritta. Siringo affermò che McNulty e Beeson posero fine allo scontro, e disse che Earp non aveva ancora affrontato Clay Allison.

### Anni 1880
Allison fece l'allevatore dal 1880 al 1883 con i fratelli, John William Allison e Jeremiah Monroe Allison. Il loro ranch si trovava 19 km a nordest di Mobeetie, alla confluenza di Washita e Gageby Creek, in quella che era allora la contea di Wheeler (Texas) (oggi contea di Hemphill). Secondo una storia provata un Clay Allison totalmente ubriaco cavalcò per Mobeetie completamente nudo un giorno, indossando solo fondina e revolver. Il 15 febbraio 1881 Allison sposò America Medora McCulloch a Mobeetie diventando un padre di famiglia.
Nel 1883 Allison vendette il ranch e si trasferì a Pope's Wells, acquistandone un altro dove il fiume Pecos attraversa il confine tra Texas e Nuovo Messico, 75 km a nordovest di Pecos.
Clay e la moglie "Dora" ebbero due figli: Patti Dora Allison Byars (distretto di Peña Flora nella Contea di Colfax, 9 agosto 1885 - Fort Worth, 21 agosto 1971) e Clay Pearl Allison Parker (Pecos, 10 febbraio 1888 - 21 novembre 1962). La seconda nacque sette mesi dopo la morte del padre.

### Morte
Clay Allison morì per un incidente mentre lavorava nel suo ranch. Il 3 luglio 1887 Allison stava spostando un carro carico quando il contenuto si spostò. Un sacco di grano cadde dal carro ed Allison cadde con lui nel tentativo di prenderlo al volo. Una ruota del carro lo investì rompendogli il collo. La morte fu quasi istantanea, aveva 46 anni.
Robert Clay Allison fu sepolto il giorno dopo nel cimitero di Pecos. Si dice che centinaia di persone parteciparono alle esequie, per portare rispetto o semplicemente per curiosità.
Dora McCullough Allison si risposò con Jesse Lee Johnson a Pecos il 23 ottobre 1890. Con lui si trasferì a Fort Worth nel 1897. La vedova Allison morì il 18 gennaio 1926 a Baltimora, in Maryland, e fu sepolta nel cimitero Oakwood di Fort Worth.

## Riconoscimenti

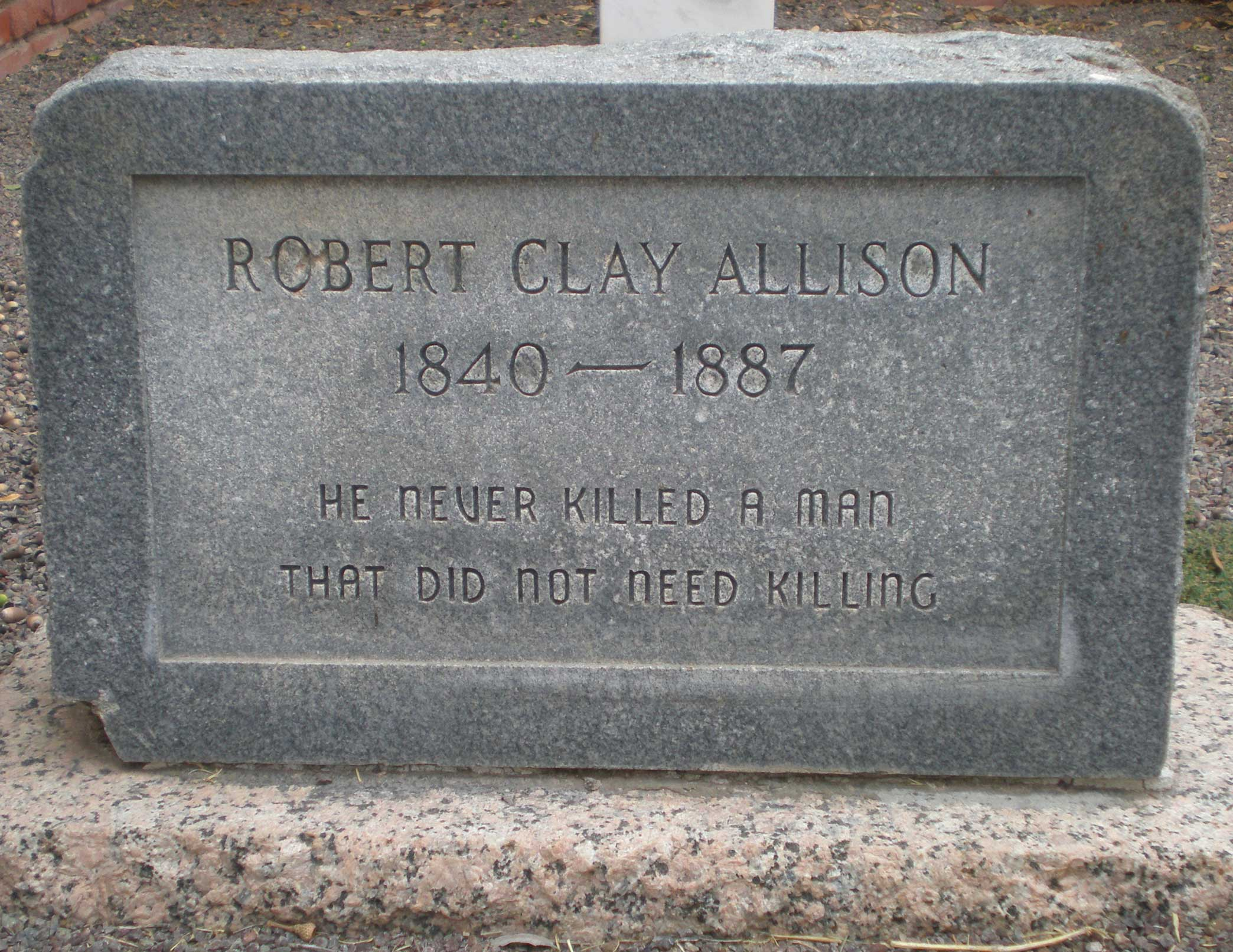
Seconda lapide di Clay Allison a Pecos, Texas

In una cerimonia speciale tenutasi il 28 agosto 1975, i resti di Clay Allison furono reinterrati a Pecos Park, poco ad ovest del museo di Pecos.
La sua tomba recita:
| ROBERT C ALLISON CSA CO F 9th TENN CAV SEP 2 1840 JUL 3 1887 GENTLEMAN GUN FIGHTER |
| ---------------------------------------------------------------------------------- |
Una seconda lapide posta ai piedi della tomba recita: "Non uccise mai un uomo che non meritasse di essere ucciso".

## Nella cultura di massa
- Jack Kelly aveva interpretato Clay Allison nella serie del 1955 Stories of the Century interpretata e raccontata da Jim Davis.
- Il 25 settembre 1956 Myron Healey interpretò Clay Allison in un episodio omonimo della serie della ABC/Desilu Le leggendarie imprese di Wyatt Earp, con Hugh O'Brian nel ruolo di Wyatt Earp. In un altro episodio della stessa serie l'attore Mike Ragan interpreta Allison.
- Warren Stevens ha interpretato Allison in un episodio del 1959 della serie western della NBC Tales of Wells Fargo, con Dale Robertson. Jeanne Cooper appare nello stesso episodio come "Duchessa".
- Tom Skerritt dà la voce a Allison nel videogioco Gun.